# Danais hispida
Danais hispida är en måreväxtart som beskrevs av John Gilbert Baker. Danais hispida ingår i släktet Danais och familjen måreväxter. Inga underarter finns listade i Catalogue of Life.